# Allylmethylsulfoxid
Allylmethylsulfoxid (systematisch 3-(Methylsulfinyl)-1-propen) ist eine chemische Verbindung aus der Gruppe der Sulfoxide. Es ist ein Metabolit von Diallyldisulfid.

## Gewinnung und Darstellung
Allylmethylsulfoxid kann durch Oxidation von Allylmethylsulfid mit Wasserstoffperoxid in Ethanol bei Raumtemperatur synthetisiert werden. Nach der Zersetzung von überschüssigem Wasserstoffperoxid durch Platinschwarz, kann das Produkt durch Destillation isoliert werden.